# Thanh Yên, Thanh Chương
Thanh Yên là một xã thuộc huyện Thanh Chương, tỉnh Nghệ An, Việt Nam.
Xã Thanh Yên có diện tích 5,32 km², dân số năm 1999 là 5959 người, mật độ dân số đạt 1120 người/km².